# خالد متولي الغندور
خالد متولي الغندور (مواليد 15 مايو 1991) هو لاعب كرة قدم مصري يلعب لصالح نادي الاتحاد السكندري في مركز الوسط.